# Potamogetonaceae
Famille
Classification APG III (2009)
La famille des Potamogétonacées  est formée de plantes monocotylédones. Ce sont des plantes herbacées aquatiques, généralement pérennes, submergées ou à feuilles flottantes des régions froides à tropicales. 

## Étymologie
Le nom vient du genre Potamogeton qui dérive du Grec et latin, potamos, « fleuve », et geitôn, « voisin », plante  "voisine du fleuve",.

## Classification
La classification phylogénétique situe cette famille, en y incorporant les Zannichelliaceae et excludant les Ruppiaceae, dans l'ordre des Alismatales. Ici, la famille comprend 7 genres.

## Description
Les Potamogeton (Potamots) sont des plantes aquatiques, à feuilles flottantes ou submergées. Leurs épis florifères sont dressés et aériens. Ils forment de véritables prairies aquatiques. Le genre a donné de nombreuses espèces de port analogue, ayant des  feuilles étroites ou larges.
Un des plus communs est Potamogeton natans.

## Liste des genres
Selon World Checklist of Selected Plant Families (WCSP) (15 avr. 2010) :
- Althenia F.Petit (1829)
- Groenlandia J.Gay (1854)
- Lepilaena J.Drumm. ex Harv. (1855)
- Potamogeton L. (1753)
- Stuckenia Börner (1912)
- Zannichellia P.Micheli ex L. (1753)

Selon Angiosperm Phylogeny Website (19 mai 2010) :
- Groenlandia
- Potamogeton
- Ruppia